# 長崎䲗
长崎䲗（学名：Callionymus huguenini）为辐鳍鱼纲海龙鱼目䲗科䲗屬的一种鱼类，又名長崎斜棘䲗（学名：Repomucenus huguenini），俗名哈氏背果鼠䲗鱼、长崎鼠䲗鱼、老鼠或狗圻。主要分布于朝鲜半岛、日本、台湾等西太平洋海域，体长可达18公分。该物种的模式产地在日本长崎。